# Zsolt Limperger
Zsolt Limperger (Pápa, 13 de setembre de 1968) és un exfutbolista hongarès, que jugava de defensa.

## Trajectòria
Al seu país, Limperger va ser un dels jugadors més destacats del Ferencvaros en la segona meitat dels anys 80, jugant més de cent partits.
El 1991, passa a la lliga espanyola, per jugar al Burgos CF, on romandria dues campanyes a primera divisió sent titular. La temporada 93/94, amb els castellans a Segona i en una greu crisi, Limperger va deixar l'equip al mercat d'hivern per recalar al Celta de Vigo, però no va disposar a penes de minuts a l'equip gallec: tan sols un quart d'hora.
Començada la temporada 94/95, fitxa pel RCD Mallorca de la Segona Divisió, on tot i tindre més partits que al Celta, no aconsegueix formar part de l'onze titular.
La temporada 96/97 retorna al Ferencvaros, on penjaria les botes dos anys després.

## Selecció
Limperger va ser internacional amb la selecció hongaresa de futbol en 22 ocasions, marcant un gol.